# 대한민국의 신용카드사 목록
이 문서는 대한민국의 신용카드사에 대해 설명한다. 괄호 안의 숫자는 금융결제원이 정한 금융기관 코드이다.
| 발급사           | 브랜드                                                 | 비고 |
| ---------------- | ------------------------------------------------------ | --- |
| KB국민카드 (381) | VISA, 마스터카드, JCB, 아멕스, Unionpay                | 카카오뱅크 체크카드의 경우 KB국민카드의 전산 시스템을 이용한다.                                                 |
| 신한카드 (366)   | VISA, 마스터카드, JCB, 아멕스, Unionpay                | 기존 LG카드의 전산 시스템을 그대로 활용하고 있다.                                                               |
| 하나카드 (044)   | VISA, 마스터카드, JCB, 아멕스, Unionpay                | 기존 외환카드의 전산 시스템을 그대로 활용하고 있다. 토스뱅크 체크카드의 경우 하나카드의 전산 시스템을 이용한다. |
| 롯데카드 (368)   | VISA, 마스터카드, JCB, 아멕스, Unionpay                | |
| BC카드 (361)     | VISA, 마스터카드, JCB, 아멕스, Unionpay, 다이너스 클럽 | 한국씨티은행 및 우리카드, NH농협카드의 경우, BC카드의 전산 시스템을 공유하고 있다.                              |
| NH농협카드 (371) | VISA, 마스터카드, JCB, Unionpay                        | 자사 브랜드인 '채움'의 경우, KB국민카드의 전산 시스템을 공유하고 있다.                                          |
| 삼성카드 (365)   | VISA, 마스터카드, 아멕스, Unionpay                     | |
| 현대카드 (367)   | VISA, 마스터카드, 아멕스, Unionpay                     | 체크카드의 경우 전상품 연회비가 부과된다.                                                                       |

## 자체 카드망 보유 카드사
- BC카드
- KB국민카드
- 삼성카드
- 신한카드
- 우리카드
- 하나카드
- 롯데카드
- 현대카드
- NH농협카드[2]

## 은행
- 다음은 BC카드망을 사용한다.
  - IBK기업은행(정회원)
  - 한국씨티은행
  - 한국스탠다드차타드은행
  - 수협은행
  - 신협
  - iM뱅크(정회원)
  - 부산은행(정회원)
  - 경남은행(정회원)
  - 광주은행
  - 전북은행
  - 제주은행
  - 산업은행
  - 케이뱅크

- 다음은 KB국민카드망을 사용한다.
  - NH농협카드[2](자사 '채움' 브랜드)
  - 카카오뱅크(체크카드)
- 다음은 하나카드망을 사용한다.
  - 토스뱅크

## 타사의 가맹점망을 공유하는 발급자

### KB국민카드
- NH농협카드 (KB국민카드의 전산망을 공유하는 자사 브랜드인 '채움'에 한함)
- 카카오뱅크 프렌즈 체크카드
- 토스유스카드[3]
- iM뱅크

### 하나카드
- 토스뱅크

### BC카드
- 12개 회원사[4]
  - IBK기업은행
  - NH농협은행
  - 우리카드
  - 한국스탠다드차타드은행(구.제일)
  - 한국씨티은행(구.한미)
  - iM뱅크
  - 부산은행
  - 경남은행
  - 하나카드(하나/구.하나SK)
  - KB국민카드(KB국민BC카드/구.주택)
  - 신한카드(신한BC(제주은행)카드/구.조흥)
- 케이뱅크
- 수협은행 :수협중앙회·회원수협 신용/체크카드
- 한국씨티은행[5]
- 우체국: 체크카드
- 새마을금고: 체크카드
- 저축은행중앙회: 체크카드
- 제주은행
- 광주은행
- 전북은행

### 삼성카드
- 새마을금고-VISA
- SC제일은행-Mastercard

### 신한카드
- 제주은행

### 현대카드
- 신용협동조합
- 산림조합[6]
- 한국산업은행

## 카드사의 회원사나 제휴사

### BC카드
- KB국민카드
- IBK기업은행
- NH농협은행
- 한국산업은행
- 하나카드
- 우리카드
- 부산은행
- 경남은행
- iM뱅크
- 케이뱅크
- 한국씨티은행
- SC제일은행
- 제주은행

## 특수한 발급자
- 산은캐피탈-법인에게만 발급한다.
- 상호저축은행, 신용협동조합, 새마을금고, 한국산업은행-국내용체크카드만 발급한다.
- 현대백화점, 갤러리아백화점-백화점 신용카드를 발급한다.
- NH농협은행 및 농협-농협은행 지점이나 농협 지점 중 신규로 신청한 유형의 지점에서만 발급이 가능하다.

## 없어진 카드사
- 장은신용카드-국민카드에 합병
- 외환신용카드-한국외환은행에 합병
- LG카드-신한카드에 합병
- 축협중앙회-농협중앙회에 합병

## 같이 보기
- 대한민국의 금융기관 목록
- 카드 번호의 구성